# پل پیاده‌رو

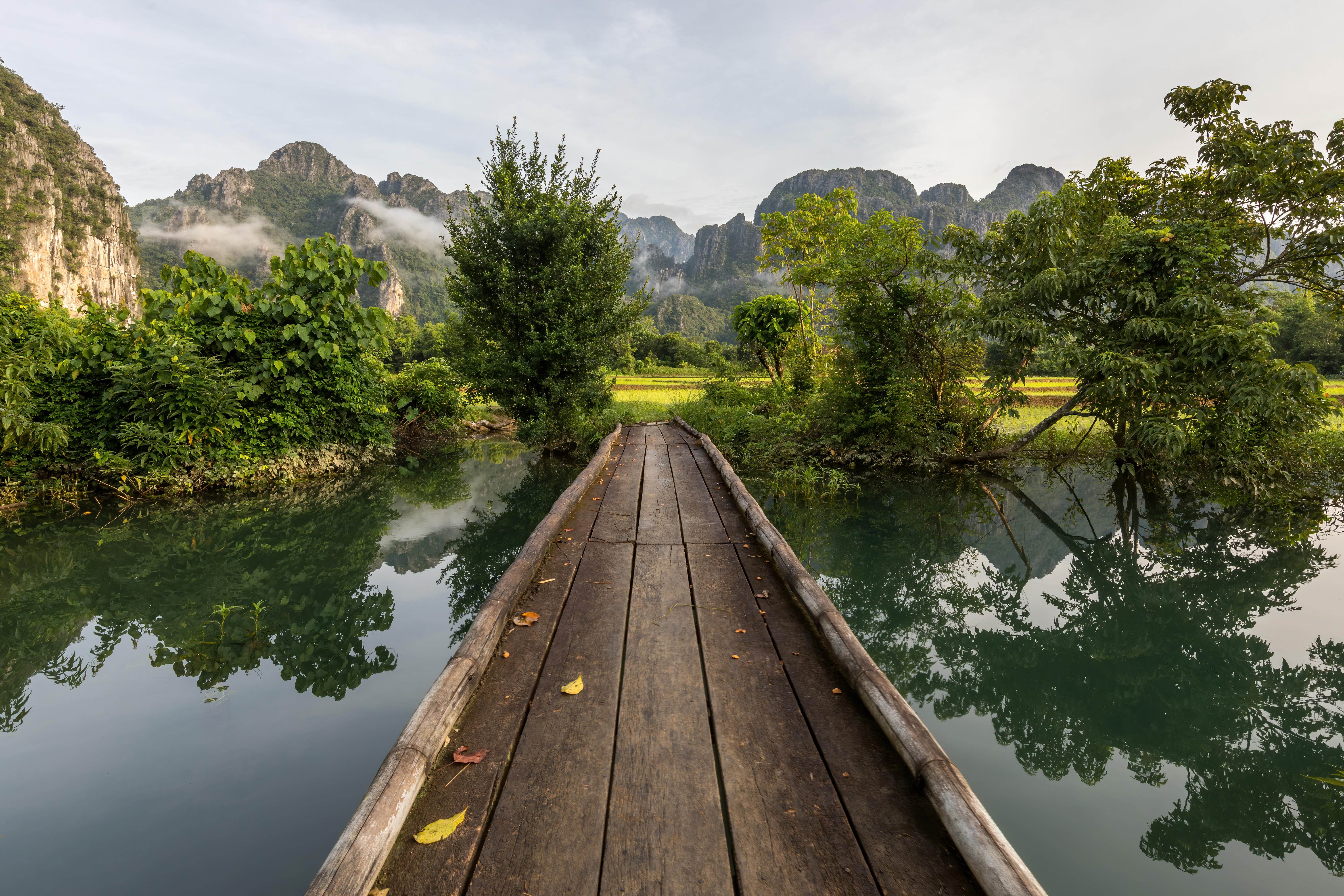
نگاره‌ای از نمای جلوی یک پُل پیاده‌روی چوبی از روی تالابی که به شالیزارهای وانگ وینگ، واقع در استان وینتیان، لائوس منتهی می‌شود.

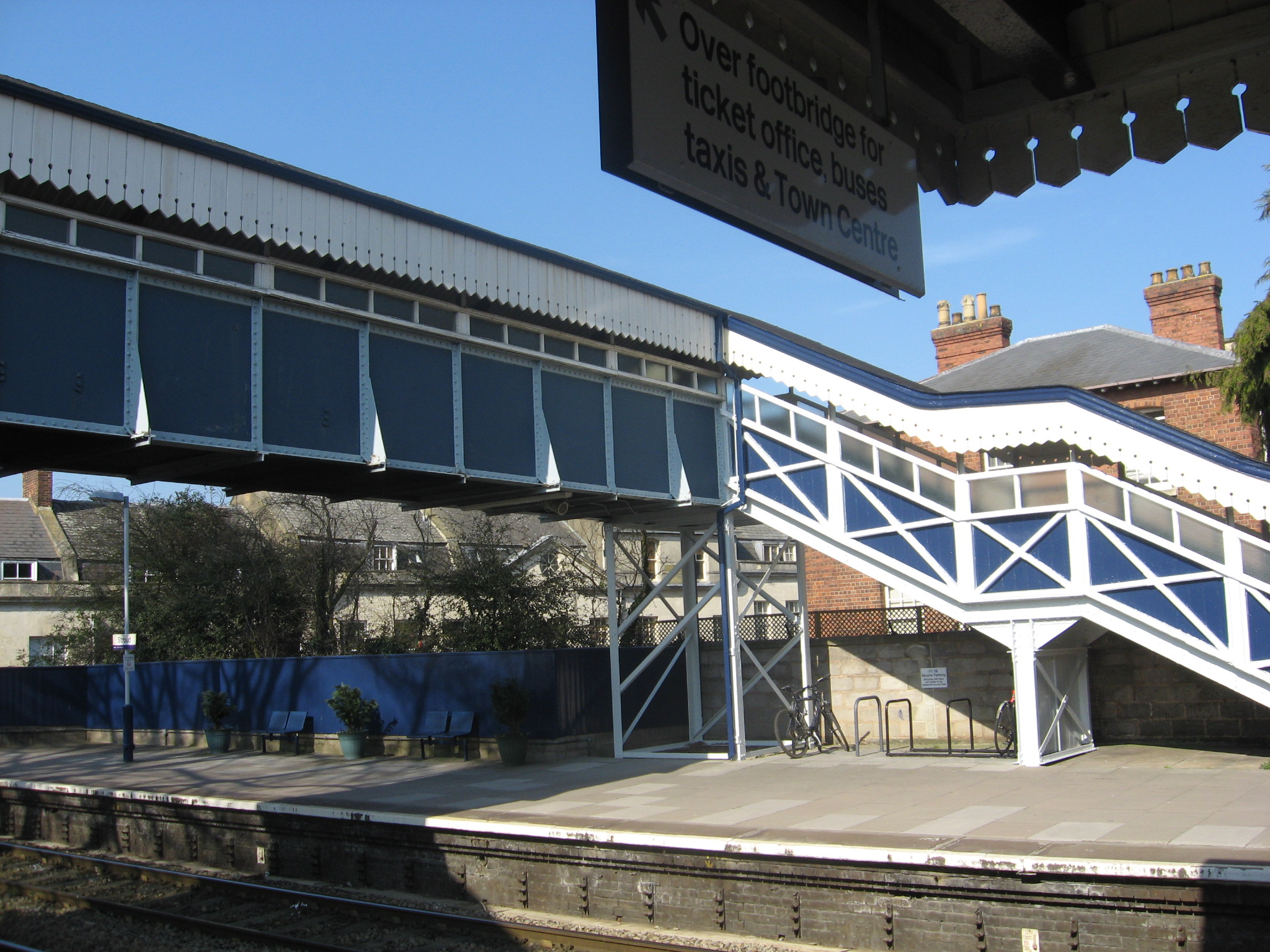
یک پل پیاده‌رو در انگلستان

پل پیاده‌رو یا پل عبور عابر پیاده به پلی گفته می‌شود که به منظور رفت‌وآمد افراد از جایی به جای دیگر ساخته می‌شود. این گونه پل‌ها، معمولاً برای عبور امن افراد پیاده از موانع طراحی می‌شوند. این موانع ممکن است طبیعی یا مصنوعی باشند. از موانع طبیعی می‌توان به رودخانه‌ها و از موانع مصنوعی می‌توان به ریل راه‌آهن یا جاده‌ها و آزادراه‌ها اشاره کرد. در برخی شرایط خاص، این گونه پل‌ها دارای قابلیت عبور دادن دیگران را نیز دارد. موتور سیکلت، دوچرخه یا حیوانات نیز در برخی از پل‌ها، توانایی عبور از پل را خواهند داشت.

## نگارخانه

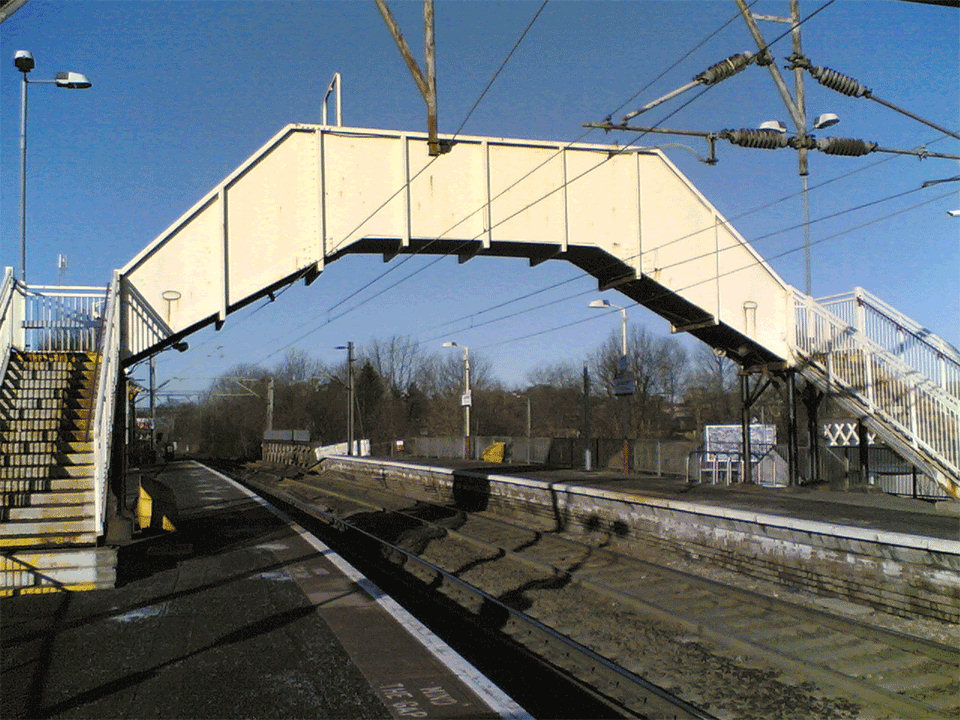
یک پل پیاده رو بر روی ریل راه آهن
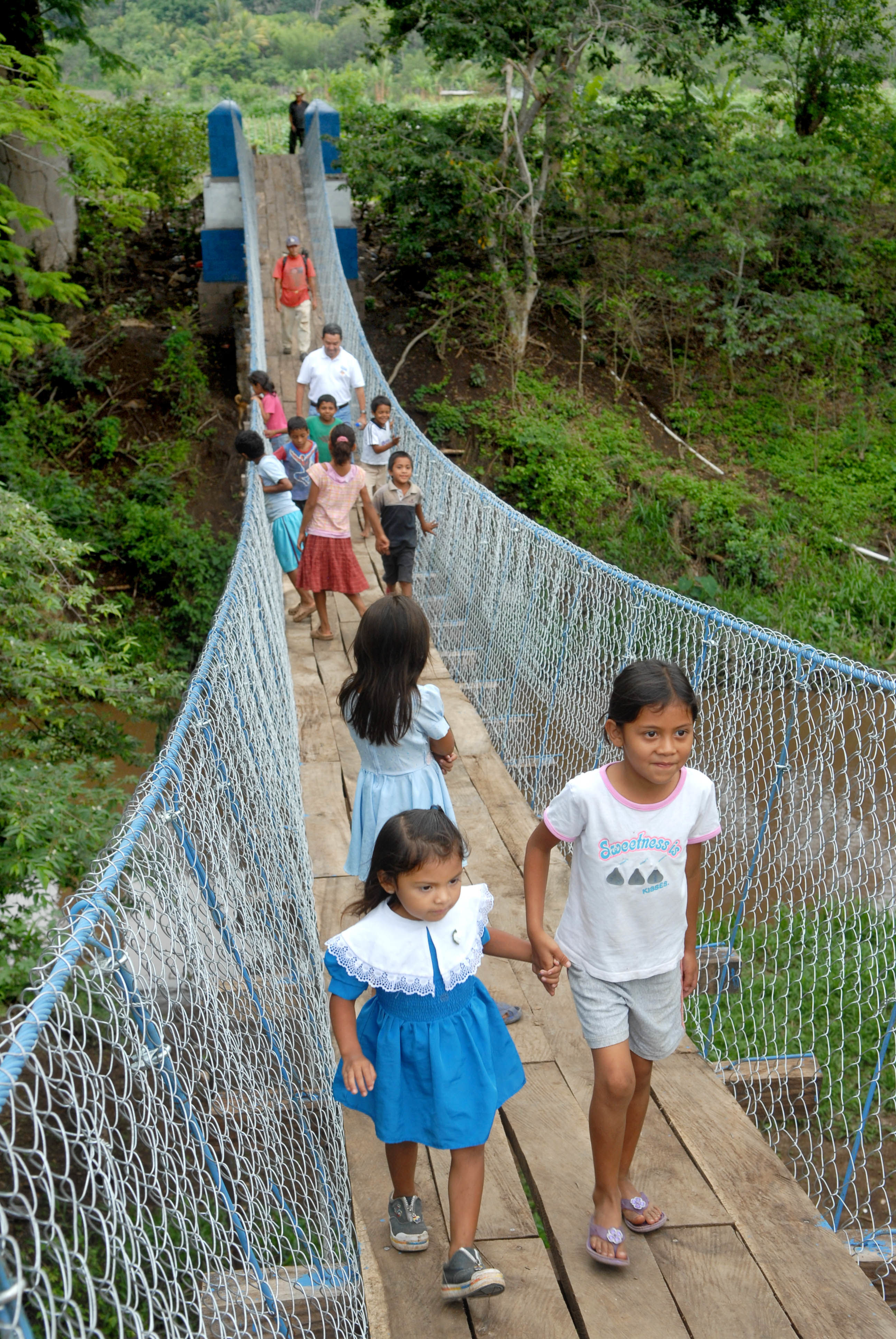
کودکان، در حال عبور از یک دره، توسط پل پیاده رو
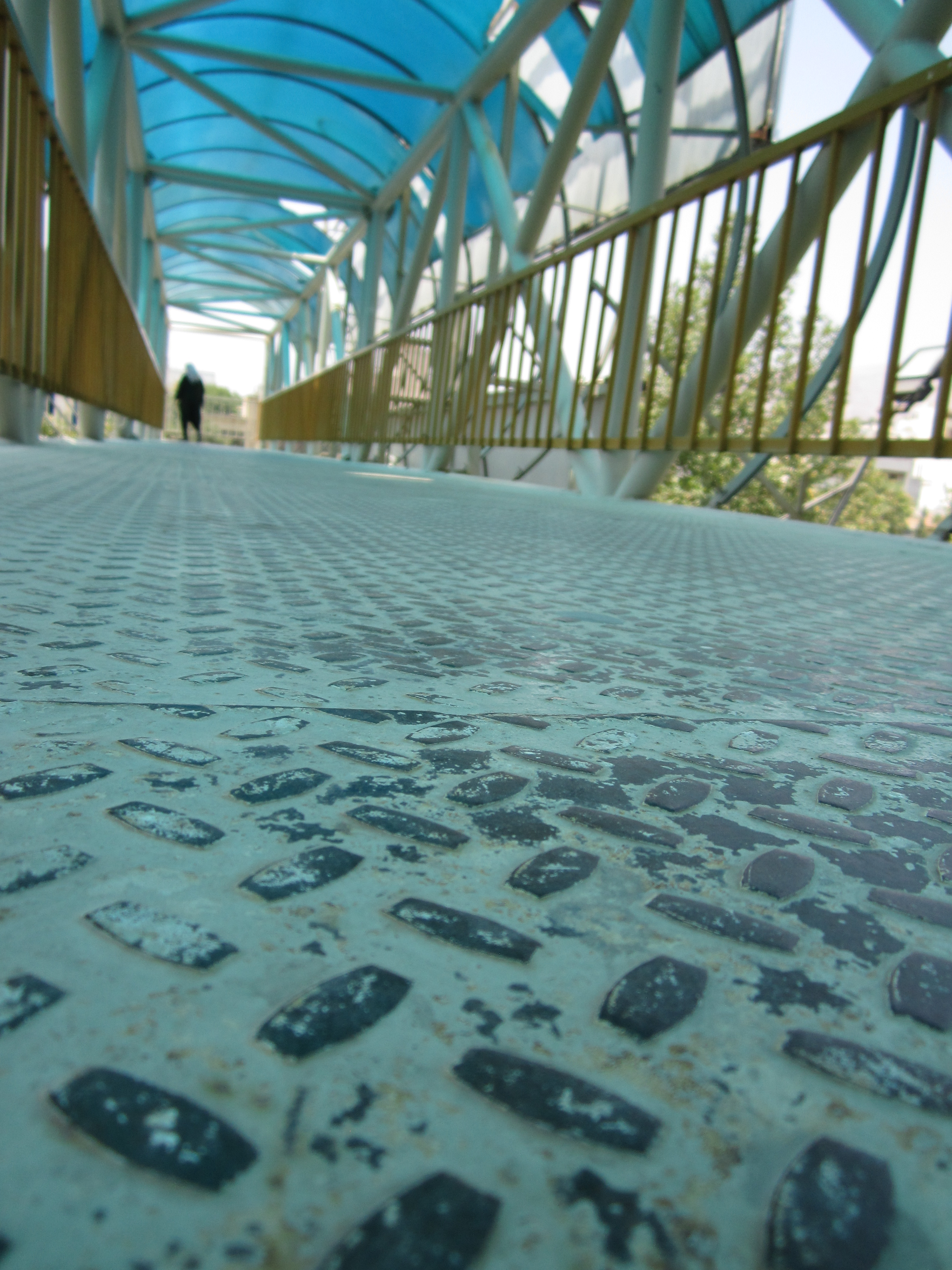
پل پیاده‌رو،  بلوار چمران در شیراز